# Коффівілл (Міссісіпі)
Коффівілл (англ. Coffeeville) — місто (англ. town) в США, в окрузі Ялобуша штату Міссісіпі. Населення — 797 осіб (2020).

## Географія
Коффівілл розташований за координатами 33°58′35″ пн. ш. 89°41′4″ зх. д. / 33.97639° пн. ш. 89.68444° зх. д. (33.976494, -89.684482).  За даними Бюро перепису населення США в 2010 році місто мало площу 5,55 км², уся площа — суходіл.

## Демографія
Згідно з переписом 2010 року, у місті мешкало 905 осіб у 383 домогосподарствах у складі 252 родин. Густота населення становила 163 особи/км².  Було 457 помешкань (82/км²).
Расовий склад населення:
| - 55,6 % — чорних або афроамериканців - 41,5 % — білих - 0,7 % — азіатів |

До двох чи більше рас належало 2,0 %. Частка іспаномовних становила 1,1 % від усіх жителів.
За віковим діапазоном населення розподілялося таким чином: 25,2 % — особи молодші 18 років, 57,8 % — особи у віці 18—64 років, 17,0 % — особи у віці 65 років та старші. Медіана віку мешканця становила 38,5 року. На 100 осіб жіночої статі у місті припадало 80,6 чоловіків;  на 100 жінок у віці від 18 років та старших — 77,7 чоловіків також старших 18 років.
Середній дохід на одне домашнє господарство  становив 39 060 доларів США (медіана — 26 136), а середній дохід на одну сім'ю — 46 516 доларів (медіана — 36 875). Медіана доходів становила 33 409 доларів для чоловіків та 25 536 доларів для жінок. За межею бідності перебувало 25,8 % осіб, у тому числі 31,4 % дітей у віці до 18 років та 10,4 % осіб у віці 65 років та старших.
Цивільне працевлаштоване населення становило 402 особи. Основні галузі зайнятості: виробництво — 33,3 %, освіта, охорона здоров'я та соціальна допомога — 24,4 %, транспорт — 7,5 %, науковці, спеціалісти, менеджери — 6,2 %.